# Lijst van Belgische adelsverheffingen 1991
Personen die in 1991 in de Belgische adelstand werden verheven of een adellijke titel verwierven.

## Graaf
- Pierre Harmel, minister van Staat, senaatsvoorzitter, erfelijke adel met de titel van graaf op al zijn afstammelingen.

## Baron
- Jonkheer Guy de Bassompierre (1947-1990), diplomaat, postume titel van baron, en voor zijn echtgenote Nathalie Van den Abeele (in 2001 hertrouwd met prins Baudouin de Merode) de persoonlijke titel van barones, met vergunning die titel voor de naam van haar echtgenoot te dragen
- Jean Bloch (1913-2002), voorzitter van het Centraal Israëlisch Consistorie, persoonlijke adel en de titel baron.
- Robert Bracq (1912-1997), erfelijke adel en persoonlijke titel baron.
- Ridder Jean de Broux (1923-1992), persoonlijke titel baron.
- Herman Dehennin, ambassadeur, persoonlijke adel en de titel baron.
- Gilbert de Landsheere (1921-2001), hoogleraar, voorzitter Universitaire Stichting, erfelijke adel en persoonlijke titel baron.
- Jan Delva, voorzitter van het Arbitragehof, erfelijke adel en persoonlijke titel baron.
- Roger Dillemans, erfelijke adel en persoonlijke titel baron.
- Georges-Henri Dumont, erfelijke adel en persoonlijke titel baron.
- Walther Fiers (1931- ), hoogleraar, erfelijke adel en persoonlijke titel baron.
- Paul Franchimont (1934-1994), hoogleraar, erfelijke adel en persoonlijke titel baron.
- Jacques Groothaert (1922- ), erfelijke adel en persoonlijke titel baron.
- Paul Janssen (1926-2003), erfelijke adel en persoonlijke titel baron.
- Fons Margot, persoonlijke adel en titel baron.
- Paul De Meester, erfelijke adel en persoonlijke titel baron.
- Marc van Montagu, hoogleraar, erfelijke adel en persoonlijke titel baron.
- André Nerincx, erfelijke adel en de persoonlijke titel baron.
- Georges Stalpaert, erfelijke adel en persoonlijke titel baron.
- Luc Wauters, erfelijke adel en persoonlijke titel baron.

## Ridder
- Louis Ameye (1913-1991), persoonlijke adel en persoonlijke titel van ridder.
- Lionel van den Bossche (1923-1994), persoonlijke adel en de titel ridder.
- Henri Van der Eecken (1920- ), hoogleraar, erfelijke adel en de persoonlijke titel ridder.
- Jonkheer Philippe van der Plancke (1918-2007), persoonlijke titel ridder.
- Jacques Stassen (1911-2010), hoogleraar, erfelijke adel en persoonlijke titel ridder.

## Jonkheer
- Jean Franchimont (1926- ), erfelijke adel.
- Michel Franchimont (1929- ), hoogleraar, erfelijke adel.
- Adelin Hanquet (1906-2007), erfelijke adel.
- Paul Hanquet (1907-1986), erfelijke adel.
- Ferdinand Hanquet (1940), notaris, erfelijke adel.
- Joseph Hanquet (1946- ), erfelijke adel.
- Maurice Hanquet (1950- ), erfelijke adel.
- Albert Hanquet (1915-2003), erfelijke adel.
- Jean-Baptiste Hanquet (1928- ), erfelijke adel.
- Yves Hanquet (1924- ), erfelijke adel.
- Pierre Waucquez (1903-1995), erfelijke adel.
- Maximilien Waucquez (1930- ), erfelijke adel.
- Gérard Waucquez (1908-2000), erfelijke adel.
- Michel Waucquez (1913-1997), erfelijke adel.
- Paul Waucquez (1942- ), erfelijke adel.
- Philippe Waucquez (1944- ), erfelijke adel.
- Etienne Waucquez (1945- ), erfelijke adel.
- Emmanuel Waucquez (1948), erfelijke adel
- Guy Waucquez (1939- ), erfelijke adel.